# Paremballonura
Paremballonura (Goodman, Puechmaille, Friedl-Weyeneth, Gerlach, Ruedi, Schoeman, Stanley & Teeling, 2012) è un genere di pipistrelli della famiglia degli Emballonuridi.

## Descrizione

### Dimensioni
Al genere Paremballonura appartengono pipistrelli di piccole dimensioni, con lunghezza totale tra 55 e 69 mm, la lunghezza dell'avambraccio tra 35 e 41 mm, la lunghezza della coda tra 15 e 20 mm e un peso fino a 7,1 g.

### Caratteristiche craniche e dentarie
Il cranio è delicato e presenta un'espansione tra le ossa nasali e mascellari, le quali sono sottili e curvate in avanti. La scatola cranica è alta ed arrotondata. Il processo post-orbitale è ridotto. Le linee alveolari dei denti superiori sono parallele.
Sono caratterizzati dalla seguente formula dentaria:

### Aspetto
Il corpo è generalmente snello. Il muso non è particolarmente allungato ed è privo della profonda depressione tra gli occhi presente nelle specie affini. Sono privi delle sacche ghiandolari sulle ali e sotto la gola, caratteristiche della famiglia. Le orecchie sono lunghe, separate ed appuntite. Il trago ha i margini convessi ed è più lungo che largo.  La coda, come negli altri membri della famiglia, fuoriesce dall'uropatagio circa a metà della sua lunghezza, per poi divenire libera e visibile dorsalmente.

## Distribuzione
Il genere è diffuso in Madagascar.

## Tassonomia
Il genere comprende 2 specie:
- Paremballonura atrata (Peters, 1874)
- Paremballonura tiavato (Goodman, Cardiff, Ranivo, Russell & Yoder, 2006)

Entrambe le specie erano in precedenza attribuite al genere Emballonura.